# De pallio
De pallio (deutsch Über den Philosophenmantel) ist eine Schrift, in der der christliche Schriftsteller Tertullian sich in lateinischer Sprache gegen Vorwürfe der Einwohner Karthagos verteidigt, weil er als Bekleidung den Philosophenmantel der Toga vorziehe. Im Gegensatz zu seinem sonstigen hauptsächlich katechesischen Werk entfaltet der Autor hier um das Motiv des Mantels eine Fülle von Lesefrüchten.

## Inhalt
Das Werk gliedert sich in sechs Kapitel, die jeweils in kleine Abschnitte zu unterschiedlichen Themen aufgeteilt sind. Die ersten drei Kapitel beschäftigen sich mit Veränderungen in Geographie (I), Natur und Geschichte (II) und Biologie (III). Zusammenhanglos folgen etwa Palästina (II,4 – zusammen mit Sodom und Gomorra die einzige Stelle, an der die Bibel tangiert wird) auf Atlantis (II,3 – Bezüge zu Platon, Plinius der Ältere, Vergil, Ovid und weitere), das Chamäleon (III,3) auf die Hyäne.
Das Kapitel IV reduziert das Thema Veränderungen dem Anlass der Schrift entsprechend auf „Veränderung beim Menschen durch Kleidungswechsel“. So stellt er den griechischen Helden Achilleus in der wenig heroischen Verkleidung als Frau vor (IV,2)) und polemisiert so gegen den Mainstream der griechisch-römischen Kultur in Literatur und Mythos. Anschließend (IV,7) rechnet er mit den Philosophen ab. Über die drei bedeutenden griechischen Philosophen Diogenes, Platon und Empedokles bringt er nur amüsante Anekdoten. Empedokles überhäuft er sogar mit Schmähungen, während sich Tertullian in anderen Schriften – zum Beispiel De anima – durchaus auch inhaltlich mit Platon und Empedokles auseinandersetzt.
In Kapitel V gibt Tertullian dem Pallium selbst das Wort. Es weist den Anspruch der Toga, dass ein Leben mit der Toga bekleidet für Vaterland, Reich und Erwerb (scilicet patriae et imperio reique (V,4)) zu führen sei, zurück, indem es zahlreiche gierige, übertrieben luxuriöse und verbrecherische Handlungen aufzählt, die von bekannten und zum Teil auch geachteten Togaträgern (unter anderem Cicero, Hortensius, Marcus Antonius) begangen wurden. Schließlich ergreift Tertullian im letzten Kapitel wieder das Wort und preist das Pallium als die Kleidung der Christen. Dies überrascht, da vom Christentum im ganzen Werk nicht die Rede gewesen war.

## Datierung
Für die Datierung der Schrift ist die Textstelle (II, 7) (lateinisch deo tot Augustis in unum favente, dt.: von Gott durch so viele gleichzeitige Augusti beglückt) wesentlich. Allerdings wird sie von den Kommentatoren unterschiedlich gedeutet. Daher variiert die Datierung von 194/195 n. Chr. bis 223 n. Chr. Die frühe Datierung spricht für das Frühwerk eines kaum zum Christentum bekehrten Mannes, eine spielerische Präsentation antiker Belesenheit. Die späte gibt dem Werk ein größeres Gewicht als Ausdruck der Auseinandersetzung eines älteren Mannes mit der antiken Welt, in die er hereingeboren worden war, und der Abkehr von ihr.

## Sprache und Stil
Der Text ist in sprachlicher Hinsicht innerhalb der christlichen Literatur einzigartig; mit der Dichtung des Zeitgenossen Apuleius – insbesondere dessen Florida – bestehen auffällige Ähnlichkeiten in Wortschatz und Syntaktik. Gösta Säflund hat in De pallio und die stilistische Entwicklung Tertullians  die rhythmische Struktur des Textes auch typographisch durch den Satz in Kola herausgestellt (V, 4).
nulla praetoria observo;

canales non odoro,

cancellos non adoro...
Die Alliterationen und andere Sprachspielereien werden dadurch betont. Tertullian entwickelte die lateinische Sprache unter anderem durch Wortneubildungen und veränderte grammatische Strukturen.

## Wirkung und Überlieferung
Dieses kleine Werk Tertullians wurde weder in den folgenden Jahrhunderten von den Kirchenvätern noch im Mittelalter erwähnt. Dennoch haben sich mehrere Handschriften erhalten. Die erste Druckausgabe erschien durch Beatus Rhenanus 1521. K. A. Heinr. Kellner veröffentlichte 1912 eine kommentierte deutsche Übersetzung.

## Textausgaben und Übersetzungen
- Carl Adolph Heinrich Kellner: Tertullians private und katechetische Schriften. Kösel, Kempten/München 1912 (online in der Bibliothek der Kirchenväter, 1. Reihe, Band 7).
- Gösta Säflund: De pallio und die stilistische Entwicklung Tertullians. Gleerup, Lund 1955.